# 如东县人民医院
如东县人民医院，是中华人民共和国江苏省的一所医院，为二级甲等医院，位于如东县掘港镇江海西路2号。

## 规模
如东县人民医院总床位400张，日门诊量548人次。